# Изотопы коперниция
Изото́пы коперни́ция — разновидности атомов (и ядер) химического элемента коперниция, имеющие разное содержание нейтронов в ядре. На данный момент известны 6 изотопов коперниция и ещё 2 окончательно не подтверждённых возбуждённых изомерных состояния некоторых его нуклидов. В природе ни один из его изотопов не обнаружен. Самым долгоживущим известным изотопом является 285Cn с периодом полураспада 29 секунд. Так же, согласно теоретическим исследованиям острова стабильности Министерством атомной энергетики Японии, должны существовать изотопы 293Cn, 295Cn, 296Cn с периодом полураспада более года.

## Таблица изотопов коперниция
| Символ нуклида | Z(p)                | N(n)                | Масса изотопа (а. е. м.) | Период полураспада (T1/2)   | Канал распада | Продукт распада | Спин и чётность ядра |
| Символ нуклида | Энергия возбуждения | Энергия возбуждения | Энергия возбуждения      | Период полураспада (T1/2)   | Канал распада | Продукт распада | Спин и чётность ядра |
| -------------- | ------------------- | ------------------- | ------------------------ | --------------------------- | ------------- | --------------- | -------------------- |
| 276Cn          | 112                 | 164                 | 276,16141(64)#           |                             |               |                 |                      |
| 277Cn          | 112                 | 165                 | 277,16364(15)#           | 1,1(7) мс [0,69(+69−24) мс] | α             | 273Ds           | 3/2+#                |
| 281Cn          | 112                 | 169                 | 281,16975(42)#           | 180 мс                      | α             | 277Ds           | 3/2+#                |
| 282Cn          | 112                 | 170                 | 282,1705(7)#             | 0,8 мс                      | СД            | (разные)        | 0+                   |
| 283Cn          | 112                 | 171                 | 283,17327(65)#           | 4 с                         | α (90%)       | 279Ds           |                      |
| 283Cn          | 112                 | 171                 | 283,17327(65)#           | 4 с                         | СД (10%)      | (разные)        |                      |
| 283Cn          | 112                 | 171                 | 283,17327(65)#           | 4 с                         | ЭЗ?           | 283Rg           |                      |
| 284Cn          | 112                 | 172                 | 284,17416(91)#           | 97 мс                       | СД (98%)      | (разные)        | 0+                   |
| 284Cn          | 112                 | 172                 | 284,17416(91)#           | 97 мс                       | α (2%)        | 280Ds           | 0+                   |
| 285Cn          | 112                 | 173                 | 285,17712(60)#           | 29 с                        | α             | 281Ds           | 5/2+#                |
| 286Cn          | 112                 | 174                 |                          | 8,45 с                      | СД            | (разные)        | 0+                   |

1. ↑  Открытие этого изотопа не подтверждено

### Пояснения к таблице
- Значения, помеченные решёткой (#), получены не из одних лишь экспериментальных данных, а (хотя бы частично) оценены из систематических трендов у соседних нуклидов (с такими же соотношениями Z и N). Неуверенно определённые значения спина и/или чётности заключены в скобки.

- Погрешность приводится в виде числа в скобках, выраженного в единицах последней значащей цифры, означает одно стандартное отклонение (за исключением распространённости и стандартной атомной массы изотопа по данным ИЮПАК, для которых используется более сложное определение погрешности). Примеры: 29770,6(5) означает 29770,6 ± 0,5; 21,48(15) означает 21,48 ± 0,15; −2200,2(18) означает −2200,2 ± 1,8.